# Пейсахович Михайло Абрамович
Пейсахóвич Михáйло Абрáмович (3.03.1920, Чернігів — 3.04.1978, Рівне) — український літературознавець, теоретик вірша, літературний критик, драматург, поет, перекладач.

## Життєпис
Народився 1920 року у Чернігові. Батько, Абрам Михайлович, випускник Ленінградського університету, працював у редакції чернігівських газет, очолював один із відділів обласної газети «Деснянська правда». Мати, Євгенія Марківна (уроджена Козиневич), була лаборантом-бактеріологом. З дитинства писав вірші, перекладав. У 1937 р. закінчив із відзнакою чернігівську зразкову школу № 8 і поступив на відділення російської мови та літератури Київського університету. 1939 р. закінчив перекладацьке відділення Центральних курсів (м. Москва) заочного навчання з німецької мови. У червні 1941 р. перейшов на останній п'ятий курс університету. Проте закінчувати навчання довелось у Сибіру, куди юнак був евакуйований у серпні. Він був прийнятий у Томський педагогічний інститут, який з відзнакою закінчив в останній день 1941 року. Потому, в 1942—1943 р. працював викладачем СШ № 2 м. Томська. У травні 1943 р його мобілізували до радянського війська і зарахували курсантом Ленінградського артилерійсько-технічного училища зенітної артилерії, де він провчився до вересня 1944 р. Після закінчення військового училища М. А. Пейсахович був направлений у діючу армію, на Південно-Західний фронт ППО, де брав участь в боях в якості офіцера 191 окремого зенітно-артилерійського дивізіону з жовтня 1944 по 9 травня 1945 р. За участь у війні був нагороджений рядом медалей. Після закінчення війни М. А. Пейсахович ще два роки служив у зенітно-артилерійських частинах (Штейнау, Вроцлав та ін.) в якості техніка з артилерійських приладів. Після демобілізації повертається в рідний Чернігів. З серпня 1947 по січень 1953 року працює викладачем російської літератури Чернігівського учительського інституту. З 1947 року починає активно друкуватися. В чернігівській газеті "Деснянська правда"  він опублікував низку статей на історико-літературні й літературно-критичні теми, лише упродовж 1947—1952 років їх вийшло 50. Проте після чергової хвилі сталінської «боротьби з космополітизмом» М. Пейсахович вимушено залишає інститут. Рік працює лектором обласного Товариства з розповсюдження політичних і наукових знань, а згодом викладачем вечірньої залізничної школи робітничої молоді № 9 (з січня 1954 р.). Паралельно працює він і над кандидатською дисертацією з поезії Степана Щипачова. З 1958 по 1962 р. він мешкає в Уссурійську, викладає в місцевому педагогічному інституті. Там він завершує дисертацію й успішно захищає її в Москві в 1961 р. З 1962 року і до кінця свого життя викладає на кафедрі російської і зарубіжної літератури Рівненського державного педагогічного інституту.

## Наукова діяльність
Тематика перших наукових робіт М. А. Пейсаховича була пов'язана з його кандидатською дисертацією «Творчість Степана Щипачова». До її захисту вченому вдалося опублікувати з творчості С. П. Щипачова п'ять статей. Проте і в подільші роки М. А. Пейсахович зберіг вірність цій темі. Творчості поета, з яким дослідника довгі роки пов'язували теплі, дружні стосунки (С. Щипачов, який був присутній на захисті його дисертації, зазначив, що «дисертант знає мою творчість краще, ніж я сам»), він присвятив ще п'ять статей, три з яких вийшли в Рівному, дві — в Москві.
Початок власне віршознавчого періоду в його науковій діяльності знаменує велика робота «Строфіка М. Ю. Лермонтова», яка увійшла до академічного ювілейного збірника «Творчість М. Ю. Лермонтова» (М., 1964). У ній обстежений «строфічний діапазон» Лермонтова-лірика — від двовірша до чотирнадцятивірша. Відтепер віршознавство, а точніше сказати, строфіка стає основним полем наукових розвідок М. А. Пейсаховича. Паралельно він серйозно займався — в якості докторської дисертації, яку, на жаль, захистити не встиг, — і радянською поетичною ленініаною; цій темі присвячено більше десятка його статей. Проте саме праці зі строфіки багато в чому сприяли визнанню вченого в філологічних колах і забезпечили йому великий літературознавчий авторитет. Праці М. А. Пейсаховича безсумнівно є вагомим внеском у такий розділ віршознавства, як строфіка. Без будь-якого перебільшення його ім'я можна поставити в один ряд з такими дослідниками строфіки, як В. С. Баєвський, К. Д. Вишневський, М. Л. Гаспаров, Б.В. Томашевський, О. І. Федотов. Саме М. А. Пейсаховичу належить пріоритет у вивченні строфіки Лермонтова і Некрасова, а також астрофічного вірша і строфіки неримованого вірша.
Строфіці російського вірша М. Пейсахович присвятив сімнадцять наукових праць, які в свою чергу можна розподілити за кількома тематичними групами. До першої, найбільш численної, належать дослідження зі строфіки Лермонтова. Строфічна організація віршів і поем Лермонтова була, безумовно, пріоритетною для вченого сферою. Їй присвячені вісім праць М. А. Пейсаховича, виданих протягом десяти років: як уже зазначалося, перша віршознавча робота науковця «Строфіка М. Ю. Лермонтова» вийшла 1964 р., остання ж стаття з вірша Лермонтова «Астрофічні вірші Лермонтова» — в 1974. За десятирічний проміжок побачили світ такі праці М. Пейсаховича з лермонтовської строфіки: «Строфічна організація поем Лермонтова», «Віршова композиція поеми Лермонтова „Мцирі“», «Строфічна будова поеми Лермонтова „Демон“», «Онєгінська строфа в поемах Лермонтова», «Вірш юнацьких поем Лермонтова (двовіршеві форми)», «Вірш юнацьких поем Лермонтова (твори вільного римування)». Другу групу складають роботи М. А. Пейсаховича зі строфіки  Некрасова, якій вчений присвятив чотири своїх пізніх дослідження. Першим підступом до Некрасового вірша була доповідь «Двовіршеві форми та їх місце в поезії Некрасова» на ювілейній Некрасовській конференції 1971 р. в Костромі, що в подальшому виросла до великої статті «Двовіршеві форми в поезії Некрасова» (опублікована в журналі «Филологические науки»). Ґрунтовністю виділяються роботи М. А. Пейсаховича «Строфіка Некрасова» в академічному «Некрасовському збірнику» (в ній пророблена робота, подібна до «Строфіки М. Ю. Лермонтова») і «Астрофічний вірш Некрасова», яка увійшла в калінінградський збірник «М. О. Некрасов і його час». Нечисленну третю групу складають дві статті зі строфіки Пушкіна. До вивчення пушкінського вірша (перш за все, астрофічного) М. А. Пейсахович звернувся в останні роки життя. У роботі «Віршувальна майстерність Пушкіна (твори астрофічної форми)» вчений аналізує астрофічні твори великого поета, відзначаючи при цьому, що намагається «лише в першому наближенні підійти до вирішення цього складного і багатогранного завдання». Друга, більш об'ємна стаття «Астрофічні форми в поезії Пушкіна» побачила світ після смерті віршознавця. При цьому вона є не тільки логічним продовженням попередньої статті — першого підступу вченого до астрофічних творів Пушкіна, але і органічно вписується в загальне коло віршознавчих інтересів М. А. Пейсаховича останніх років — дослідження астрофічних форм в російській поезії і становить разом з його статтями з астрофічного вірша Лермонтова і Некрасова своєрідну наукову трилогію. Нарешті, в останню, четверту тематичну групу можна віднести дослідження М. А. Пейсаховича загальнотеоретичних проблем строфологіі, а саме зі структури астрофічного вірша і строфіки неримованого вірша. Три ці пізні, підсумкові роботи, присвячені улюбленим строфологічним проблемам вченого, наче підсумовують його попередню віршознавчу діяльність з вивчення строфіки великих російських поетів ХІХ століття.
Із дослідженням астрофічного вірша пов'язані найвищі досягнення Пейсаховича-віршознавця. Він першим описав його структурні типи та форми, вивчив астрофічний репертуар трьох видатних поетів ХІХ століття Пушкіна, Лермонтова і Некрасова. Так, за спостереженнями вченого, в залежності від синтаксичної форми римових об'єднань утворені ними астрофічні періоди отримують різні структурні типи, які він позначає (відповідно до конструктивного принципу кожного з них) як інтонаційний, смисловий, синтаксичний і ритмічний. У статті «Астрофічний вірш і його форми» (1976) М.А. Пейсахович дає їм чітку характеристику: «інтонаційний тип астрофічного віршового періоду являє собою поєднання римових об'єднань замкнутої форми, тобто синтаксично самостійних і завершених, але пов'язаних між собою ритміко-мелодійним малюнком і сполучених інтонацією <...> Смисловий тип астрофічного періоду заснований на поєднанні римових об'єднань відкритої структури, тобто пов'язаних між собою змістом так, що одне з них доповнюється іншим і, хоча безпосередньо не залежить від нього, але лише разом з ним набуває вичерпну змістову цілісність. <...> Синтаксичний тип астрофічного періоду утворюється при поєднанні римових об'єднань розімкнутої структури, тобто взаємопов'язаних синтаксично в такій мірі, що окремо один від одного вони взагалі не можуть існувати. <...> Ритмічний тип віршового періоду характеризується тим, що в ньому поєднання римових об'єднань досягається за допомогою віршового переносу, який, розсікаючи фразу на стику суміжних римових об'єднань, разом з тим сприяє їх особливій ритмічній зчепленості».
Поряд із систематизацією структурних типів астрофічного вірша, М.А. Пейсахович розробив і типологію його структурних форм: «астрофічні твори, – зазначає дослідник у «Строфіці Некрасова», – виступають у формах: 1) двовіршової, 2) чотиривіршової, 3) змішаної (двовіршово-чотиривіршової), 4) неримованої». У своїх працях з астрофічного вірша Пушкіна, Лермонтова і Некрасова вчений не тільки послідовно дотримується даної типології, але і наповнює обстеження окремих форм узагальнюючими зауваженнями. Так, говорячи про відмінність строфованих двовіршів від астрофічних віршових пар, він відзначає, що останні виявляють «тенденцію до неавтономності»: «вони частіше за все не відокремлюються один від одного синтаксично й інтонаційно, як незалежні строфи, а, навпаки, об'єднуються між собою, утворюючи віршовий потік, який може бути розчленований не на однакові дворядкові сполучення, а на астрофічні віршові групи різного обсягу».

## Творчість
Інтереси М. А. Пейсаховича не обмежувалися науковою сферою. Протягом всього свого життя він писав вірші (їх залишилось кілька сотень), драматичні твори (історична драма у віршах «Спартак», трагедії «Герострат» і «Пігмаліон», дві частини «Божої комедії», незавершена трагедія «Амеріго Веспуччі»), звертався до прози, вів щоденники, перекладав (із Й. В. Гете, Г. Гейне, А. де Мюссе, Ш. Бодлера, П. Верлена, С. Малларме, Г. Гессе, В. Незвала тощо). Більшість з цих творів не виходили друком за життя вченого, зберігаючись і понині в його домашньому архіві. Лише в 1969 році в Москві, у видавництві ВААП, мізерним тиражем у 50 екземплярів була опублікована п'єса «Спартак» (під літературним псевдонімом «Михайло Абрамов»), над якою М. А. Пейсахович працював понад двадцять років. Зауважимо, що як наукова, так і літературна діяльність, спроби публікації і постановки творів познайомили автора з цілим рядом відомих поетів, драматургів, літературних критиків, режисерів. В архіві М. А. Пейсаховича зберігаються листи Максима Рильського та Іллі Еренбурга, Костянтина Симонова  і Степана Щипачова, Іллі Сельвінського  й Абрама Кацнельсона, Володимира Волькенштейна і Зиновія Паперного, Михайла Ромма  і Олега Єфремова.

## Віршознавчі праці
- Строфика Лермонтова // Творчество М. Ю. Лермонтова. — М.: Наука, 1964. — С. 417—491.
- Строфическая организация поэм Лермонтова // Вопросы русской литературы. — Вып. 3. — Издательство Львовского университета, 1966. — С. 72 — 78.
- Стиховая композиция поэмы Лермонтова «Мцыри» // Вопросы русской литературы. — Вып. 2 (5). — Издательство Львовского университета, 1967. — С. 97 — 103.
- Строфическое строение поэмы Лермонтова «Демон» // Вопросы русской литературы. — Вып. 2 (8). — Издательство Львовского университета, 1968. — С. 91 — 103.
- Онегинская строфа в поэмах Лермонтова // Филологические науки. — 1969. — № 1. — С. 25 — 38.
- Двустишные формы и их место в поэзии Некрасова // Н. А. Некрасов и русская литература. Тезисы докладов и сообщений межвузовской научной конференции, посвященной 150-летию со дня рождения Н. А. Некрасова. — Кострома, 1971. — С. 104—106.
- Стих юношеских поэм Лермонтова (двустишные формы) // Вопросы русской литературы. — Вып. 1 (16). — Издательство Львовского университета, 1971. — С. 72 — 77.
- Двустишные формы в поэзии Некрасова // Филологические науки. — 1971. — № 6. — С. 13 — 27.
- Стих юношеских поэм Лермонтова (произведения вольной рифмовки) // Вопросы русской литературы. — Вып. 1 (19). —  Издательство Львовского университета, 1972. — С. 80 — 85.
- Строфика Некрасова // Некрасовский сборник V. Поэзия любви и гнева. — Л.: Наука, 1973. — С. 202—232.
- Астрофические стихотворения Лермонтова // Вопросы русской литературы. — Вып. 2 (24). — Издательство Львовского университета, 1974. — С. 67 — 73.
- Віршувальна майстерність Пушкіна (твори астрофічної форми) // Радянське літературознавство. — 1975. — № 6. — С. 37 — 43.
- Астрофический стих и его формы // Вопросы языкознания. — 1976. — № 1. — С. 93 — 106.
- Астрофический стих Некрасова // Н. А. Некрасов и его время. Межвузовский сборник. Выпуск III. — Калининград, 1977. — С. 74 — 93.
- Строфічна організація неримованого вірша // Радянське літературознавство. — 1979. — № 8. — С. 48 — 59.
- Астрофические формы в поэзии Пушкина // Филологические науки. — 1979. — № 3. — С. 10 — 19.
- Строфическое строение безрифменного стиха // Русское стихосложение. Традиции и проблемы развития. — М.: Наука, 1985. — С. 277—292.
- Эволюция поэзии Багрицкого [рец. на: Любарева Е. Эдуард Багрицкий. — М.: СП, 1964] // Вопросы литературы. — 1965. — № 9. — С. 207—209.
- «Все, что я сделал, все это ваше…» [рец. на: Калитин Н. И. Слово и время. — М.: СП, 1967] // Вопросы литературы. — 1968. — № 7. — С. 172—176.
- Тактометрическая теория и стихотворная практика [рец. на: Квятковский А. П. Поэтический словарь. — М.: СЭ, 1966] // Вопросы русской литературы. — Вып. 2 (11). — Издательство Львовского университета, 1969. — С. 80 — 83.
- О стихах хороших и разных [рец. на: Жовтис А. Л. Стихи нужны… — Алма-Ата., 1968] //Литературная Россия. — 1969. — № 36 (5 сентября). — С. 9.
- Проблемы изучения белорусского стиха [рец. на: Ралько І. Д. Беларускі верш. Старонкі гісторыі і тэорыі. — Минск, 1969] // Вопросы литературы. — 1970. — № 2. — С. 194—199.
- «Могут ли рифмы подтвердить мысль…» [рец. на: Краснова Л. В. Поэтика Александра Блока. — Львов. 1973] // Дон. — 1975. — № 11. — С. 167—168.